# James Krüss
James Krüss (31 mai 1926 - 2 août 1997) est un poète et écrivain pour la jeunesse allemand.
Il obtient le prestigieux prix international, le Prix Hans Christian Andersen catégorie Écriture, en 1968.

## Œuvres traduites
(la 1re date est celle de la parution en français)
- 1969 : Le Chasseur d'étoiles et autres histoires (Der Leuchtturm auf den Hummerklippen, 1956) ; Paris, F. Nathan.
- 1970 : Que dit la poule à ses poussins ? (Was sagt die Glucke zu den Küken?) ; Paris, F. Nathan.
- 1970 : L'Anniversaire de Caroline (Bienchen, Trinchen, Karolinchen, 1968), Paris, collection : Rouge et Or ; Éditions G. P.
- 1971 : Pierrot et son auto rouge (Das rote Auto und der Peter) ; dessins d'Erich Hölle, Collection du Carrousel no 47, Marcinelle-Charleroi ; Paris, Dupuis.
- 1979 : Les Aventures de Maxime le petit éléphant (Die Abenteuer des kleinen Elefanten Gongo, 1976) ; Paris, coll. : Rouge et Or, Éditions G. P.
- 1983 : Florentine (Florentine, 1961) ; Paris, F. Nathan.
- 1989 : L'Aigle et la colombe (Adler und Taube) ; Paris, Nathan.
- 1995 : Les Musiciens de Brême (Die Bremer Stadtmusikanten) ; Fribourg, Calligram.
- Dans Pioniere Noi Donne de 1967 en n°2, 3,4 on retrouve en italien le feuilleton "La Repubblica delle Uova".

## Prix et distinctions
- 1962 : (international) « Honor List »[1], de l' IBBY, pour Mein Urgrossvater und ich
- 1968 : Prix Hans Christian Andersen catégorie Écriture